# Carl Trost
Pour les articles homonymes, voir Trost.
Carl Trost (né le 25 avril 1811 à Eckernförde, mort le 1er mars 1884 à Munich) est peintre, graveur, dessinateur et illustrateur allemand.

## Biographie
Il est le fils d'un officier du génie militaire qui a d'abord servi pour le royaume de Westphalie puis le Danemark. En 1817, la famille s'installe dans le royaume d'Haïti à l'invitation du roi Henri Christophe, qui avait offert à son père un poste d'officier d'artillerie. La population locale avec sa langue mixte de français et d'haïtien et la diversité de la nature tropicale ont une influence durable sur l'enfant. La famille vit difficilement dans l'environnement inconnu et face à certaines maladies tropicales. Une chute de cheval donne à l'enfant une large cicatrice frontale à vie. Au bout de trois ans, son père demande sa libération, ce qui le déshonore ; la famille est emprisonnée à Fort Royal près de Sans Souci. Carl fait alors ses premières études de dessin. En 1820, après le suicide du roi, la famille est libérée et autorisée à retourner en Allemagne. En passant pat Brême et Fulda, elle atteint Cassel, où Carl, 16 ans, est accueilli dans la famille de son oncle, le juge Friedrich Meisterlin (de), et il reçoit les bases de la formation continue.

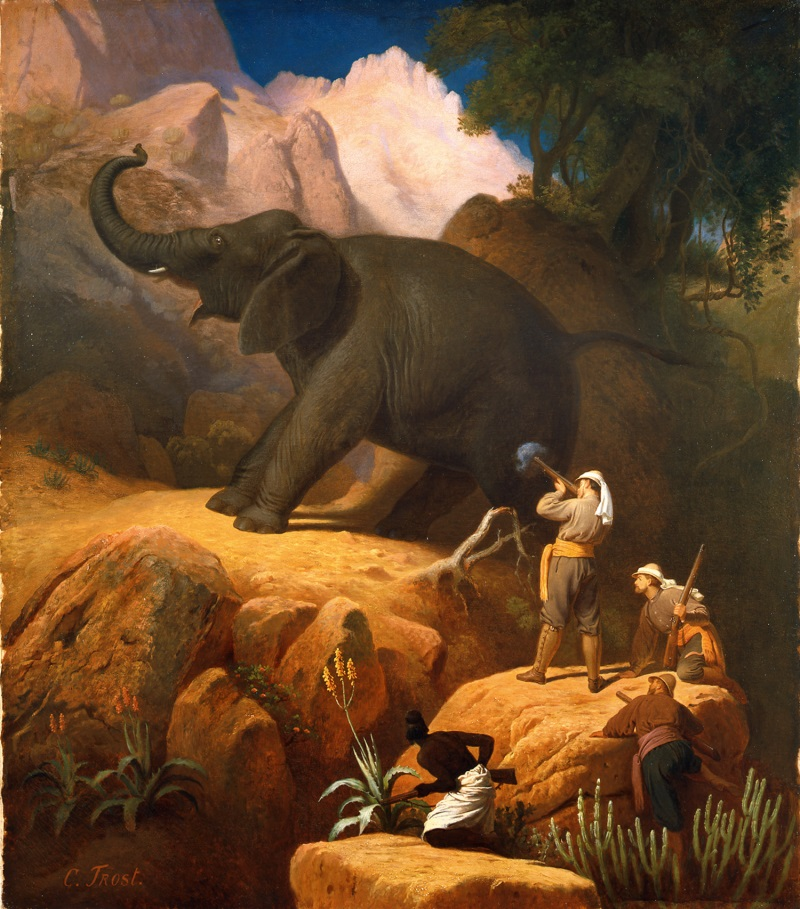
Le duc Ernest II de Saxe-Cobourg et Gotha chassant les éléphants, années 1850.

En 1830, Trost s'installe à Munich pour se consacrer à la peinture d'histoire à l'académie des beaux-arts et auprès de Peter von Hess. En 1834, il vient à l'académie des beaux-arts de Düsseldorf. En 1838, il entre à l'institut Städel de Francfort, travaille auprès de Philipp Veit et en 1842 de Jakob Becker ; il vit en compagnie d'Adolf Teichs et Otto von Corvin. Il se fait un nom avec des représentations historiques et religieuses, des scènes de famille et des portraits et s'associe à des collègues tels que Moritz von Schwind et Otto Donner von Richter et des mécènes tels que Franz von Bernus (de) et Berthold Auerbach. Lors de l'aménagement intérieur de la salle de l'Empereur du Römer de Francfort, il réalise les portraits de Louis le Germanique et de Charles III le Gros. En 1848-1849, il dessine Ferdinand Freiligrath. Il illustre des livres avec des eaux-fortes, comme des œuvres de Friedrich Rückert, Ludwig Uhland, Ludwig Tieck et les contes des frères Grimm.
Ses peintures murales le font connaître du duc Ernest II de Saxe-Cobourg et Gotha, qui l'amène à Gotha, l'emploie de 1851 à 1859 et lui décerne le titre de peintre de la cour en 1856. Pour lui, il crée notamment un album de chasse avec des portraits, des cerfs et des chiens et un portrait montré en 1858 à l'exposition de l'Académie de Berlin.
Il passe le reste de sa vie à Munich, interrompue de 1865 à 1867 par un voyage d'études de trois ans en Italie, qui le conduit à Venise et à Rome, et un voyage d'études à Paris. Il publie des dessins dans des magazines tels que Die Gartenlaube et Münchener Bilderbogen (de). Ses peintures trouvent de nombreux acheteurs, dont le prince-régent Luitpold de Bavière, Franz von Bernus, Joseph Maillinger (de) et l'Association d'art de Munich (de).